# بخش مرکزی شهرستان کارون
بخش مرکزی، یکی از بخش‌های شهرستان کارون در استان خوزستان ایران است. مرکز این بخش، شهر کوت عبدالله است.

## تقسیمات کشوری
- بخش مرکزی شهرستان کارون
  - دهستان کوت عبدالله
  - دهستان قلعه چنعان

شهر: کوت عبدالله

## جمعیت
بر پایه سرشماری عمومی نفوس و مسکن در سال ۱۳۹۵، جمعیت بخش مرکزی شهرستان کارون برابر با ۸۲٬۶۹۲ نفر بوده است.